# FIBA Campeonato Asiático de 2015
O FIBA Campeonato Asiático de 2015 será a vigésima oitava edição do evento regional que reúne as melhores seleções da Ásia. Organizada pela FIBA Ásia, será realizada pela sexta vez na China após (1989, 2001, 2003, 2009 e 2011).

## Participantes
| Evento                              | Data                            | Local     | Vagas | Classificados                               |
| ----------------------------------- | ------------------------------- | --------- | ----- | ------------------------------------------- |
| Sede                                | 24 de julho de 2014             | Doha      | 1     | China                                       |
| FIBA Copa da Ásia 2014              | 11 a 19 de julho de 2014        | Wuhan     | 1     | Irão                                        |
| Fase Eliminatória - Ásia Central    | 27 de abril de 2015             | Astana    | 1     | Cazaquistão                                 |
| Campeonato da Ásia Oriental         | Cancelado                       |           | 4     | Coreia do Sul Taipé Chinesa Japão Hong Kong |
| Campeonato do Golfo                 | 13 a 20 de outubro de 2014      | Dammam    | 2     | Catar Kuwait                                |
| Fase Eliminatória - Ásia Meridional | 3 a 7 de julho de 2015          | Bangalore | 1     | IND Índia                                   |
| Campeonato do Sudeste Asiático      | 27 de abril a 1 de maio de 2015 | Singapura | 3     | Filipinas Malásia Singapura                 |
| Campeonato do Oriente Médio         | 29 de maio a 3 de junho de 2015 | Amã       | 3     | Líbano Jordânia Palestina                   |

## Grupo A
| Pos | Seleção | P | J | V | D | P+  | P-  | SP   |
| --- | ------- | - | - | - | - | --- | --- | ---- |
| 1   | Irão    | 6 | 3 | 3 | 0 | 296 | 156 | 140  |
| 2   | Japão   | 5 | 3 | 2 | 1 | 250 | 199 | 51   |
| 3   | Índia   | 4 | 3 | 1 | 2 | 233 | 244 | -11  |
| 4   | Malásia | 3 | 3 | 0 | 3 | 163 | 343 | -180 |

| 23 de Setembro 14:30 GMT+8 | Relatório | Irão | 86–48 | Japão |  | Ginásio Universitário de Changsha, Changsha |  |

| 23 de Setembro 19:30 GMT+8 | Relatório | Malásia | 73–102 | Índia |  | Ginásio da Universidade Centro Sul de Tecnologia, Changsha |  |

| 24 de Setembro 11:45 GMT+8 | Relatório | Irão | 88–66 | Índia |  | Ginásio Universitário de Changsha, Changsha |  |

| 24 de Setembro 14:30 GMT+8 | Relatório | Japão | 119–48 | Malásia |  | Ginásio Universitário de Changsha, Changsha |  |

| 25 de Setembro 09:30 GMT+8 | Relatório | Malásia | 42–122 | Irão |  | Ginásio Universitário de Changsha, Changsha |  |

| 25 de Setembro 14:30 GMT+8 | Relatório | Índia | 65–83 | Japão |  | Ginásio Universitário de Changsha, Changsha |  |

## Grupo B
| Pos | Seleção   | P | J | V | D | P+  | P-  | SP   |
| --- | --------- | - | - | - | - | --- | --- | ---- |
| 1   | Palestina | 6 | 3 | 3 | 0 | 250 | 221 | 29   |
| 2   | Filipinas | 5 | 3 | 2 | 1 | 284 | 189 | 95   |
| 3   | Hong Kong | 4 | 3 | 1 | 2 | 216 | 236 | -20  |
| 4   | Kuwait    | 3 | 3 | 0 | 3 | 183 | 287 | -104 |

| 23 de Setembro 09:30 GMT+8 | Relatório | Kuwait | 50–87 | Hong Kong |  | Ginásio Universitário de Changsha, Changsha |  |

| 23 de Setembro 11:45 GMT+8 | Relatório | Filipinas | 73–75 | Palestina |  | Ginásio da Universidade Centro Sul de Tecnologia, Changsha |  |

| 24 de Setembro 09:30 GMT+8 | Relatório | Filipinas | 101–50 | Hong Kong |  | Ginásio Universitário de Changsha, Changsha |  |

| 24 de Setembro 19:30 GMT+8 | Relatório | Palestina | 90–69 | Kuwait |  | Ginásio da Universidade Centro Sul de Tecnologia, Changsha |  |

| 25 de Setembro 19:30 GMT+8 | Relatório | Hong Kong | 79–85 | Palestina |  | Ginásio da Universidade Centro Sul de Tecnologia, Changsha |  |

| 25 de Setembro 16:45 GMT+8 | Relatório | Kuwait | 64–110 | Filipinas |  | Ginásio Universitário de Changsha, Changsha |  |

## Grupo C
| Pos | Seleção       | P | J | V | D | P+  | P-  | SP   |
| --- | ------------- | - | - | - | - | --- | --- | ---- |
| 1   | China         | 6 | 3 | 3 | 0 | 251 | 182 | 69   |
| 2   | Coreia do Sul | 5 | 3 | 2 | 1 | 247 | 181 | 66   |
| 3   | Jordânia      | 4 | 3 | 1 | 2 | 225 | 239 | -14  |
| 4   | Singapura     | 3 | 3 | 0 | 3 | 155 | 276 | -121 |

| 23 de Setembro 16:45 GMT+8 | Relatório | Coreia do Sul | 87–60 | Jordânia |  | Ginásio Universitário de Changsha, Changsha |  |

| 23 de Setembro 19:30 GMT+8 | Relatório | Singapura | 42–91 | China |  | Ginásio Universitário de Changsha, Changsha |  |

| 24 de Setembro 21:30 GMT+8 | Relatório | Jordânia | 98–68 | Singapura |  | Ginásio da Universidade Centro Sul de Tecnologia, Changsha |  |

| 25 de Setembro 16:45 GMT+8 | Relatório | Coréia do Sul | 73–76 | China |  | Ginásio Universitário de Changsha, Changsha |  |

| 25 de Setembro 19:30 GMT+8 | Relatório | China | 84–67 | Jordânia |  | Ginásio Universitário de Changsha, Changsha |  |

| 25 de Setembro 11:45 GMT+8 | Relatório | Singapura | 45–87 | Coréia do Sul |  | Ginásio Universitário de Changsha, Changsha |  |

## Grupo D
| Pos | Seleção       | P | J | V | D | P+  | P-  | SP  |
| --- | ------------- | - | - | - | - | --- | --- | --- |
| 1   | Catar         | 5 | 3 | 2 | 1 | 248 | 247 | 1   |
| 2   | Líbano        | 5 | 3 | 2 | 1 | 283 | 247 | 36  |
| 3   | Cazaquistão   | 4 | 3 | 1 | 2 | 214 | 243 | -29 |
| 4   | Taipé Chinesa | 3 | 3 | 0 | 3 | 232 | 240 | -8  |

| 23 de Setembro 21:30 GMT+8 | Relatório | Taipé Chinesa | 87–92 | Líbano |  | Ginásio Universitário de Changsha, Changsha |  |

| 23 de Setembro 21:30 GMT+8 | Relatório | Catar | 79–75 | Cazaquistão |  | Ginásio da Universidade do Centro Sul de Tecnologia, Changsha |  |

| 24 de Setembro 16:45 GMT+8 | Relatório | Taipé Chinesa | 73–84 | Cazaquistão |  | Ginásio da Universidade Centro Sul de Tecnologia, Changsha |  |

| 24 de Setembro 21:30 GMT+8 | Relatório | Líbano | 100–105 | Catar |  | Ginásio Universitário de Changsha, Changsha |  |

| 25 de Setembro 21:30 GMT+8 | Relatório | Catar | 64–72 | Taipé Chinesa |  | Ginásio Universitário de Changsha, Changsha |  |

| 25 de Setembro 21:30 GMT+8 | Relatório | Cazaquistão | 55–91 | Líbano |  | Ginásio Universitário de Changsha, Changsha |  |